# Thomas Wimbush
Thomas E'sean Wimbush (Lorain, 8 dicembre 1993) è un cestista statunitense.

## Palmarès

### Squadra
- Supercoppa VTB United League: 1

Zenit San Pietroburgo: 2022

### Individuale
- MVP Supercoppa VTB United League:1

Zenit San Pietroburgo: 2022